# كارتالي
كارتالي (بالروسية: Карталы) هي إحدى مدن روسيا في الكيان الفدرالي الروسي تشيليابينسك أوبلاست.